# Charlotte Yazbek
Charlotte Matta Rescala (Puebla, 1919-1989), conocida como Charlotte Yazbek, fue una escultora, pintora y escritora mexicana.

## Biografía y carrera

### Primeros años
Nació en Puebla en 1919, siendo hija de padres libaneses, y la séptima de ocho hijos. Desde pequeña, vivió con su padre a partir de la muerte de su madre. El apellido Yazbek lo tomó de su segundo esposo, José Yazbek, nombre con el cual sería conocida en el mundo artístico. Comenzó a estudiar arte con el artista de origen gallego Uxío Souto en 1957. Tiempo después, se preparó en estudio de anatomía artística con Hermilio Castañeda. Algunos de sus otros notables maestros fueron Pedro Medina Guzmán y Manuel Giner de los Ríos en dibujo y pintura y Mathias Goeritz en historia del arte.

### Incursión como escultora
Su primera exposición sucedió en 1960, dos años más tarde tendría su primera muestra individual. Adolfo López Mateos le otorgó una Distinción de Honor en 1964 por diecisiete esculturas que fueron presentadas en el pabellón mexicano de la Feria mundial de Nueva York. En 1976, dichas esculturas fueron colocadas en exhibición permanente dentro del Parque de las Esculturas, ubicado en Cuautitlán Izcalli, Estado de México. Charlotte fue la encargada de supervisar la colocación de sus obras e inaugurar el sitio.
En 1986, publicó un fotolibro titulado Charlotte · Yazbek, en el que incluyó imágenes de sus esculturas.

## Muerte y legado
Yazbek murió en 1989, cerca de los 70 años de edad.
El 18 de junio de 2024, su escultura «Vendedor de Esperanzas», fue cercenada en un intento de robo dentro del Parque de las Esculturas, pero por su peso no lograron sacarla del lugar. Desde entonces, se desconoce el paradero de la escultura, de la que solo permanecieron la base y los pies, sin anuncios de si volvería a restaurarse; de esta forma, el sitio quedó con dieciséis de las diecisiete obras suyas que originalmente se exhibían.